# Eueides heliconioides
Eueides heliconioides är en fjärilsart som beskrevs av Felder 1861. Eueides heliconioides ingår i släktet Eueides och familjen praktfjärilar. Inga underarter finns listade i Catalogue of Life.